# Banke (district)

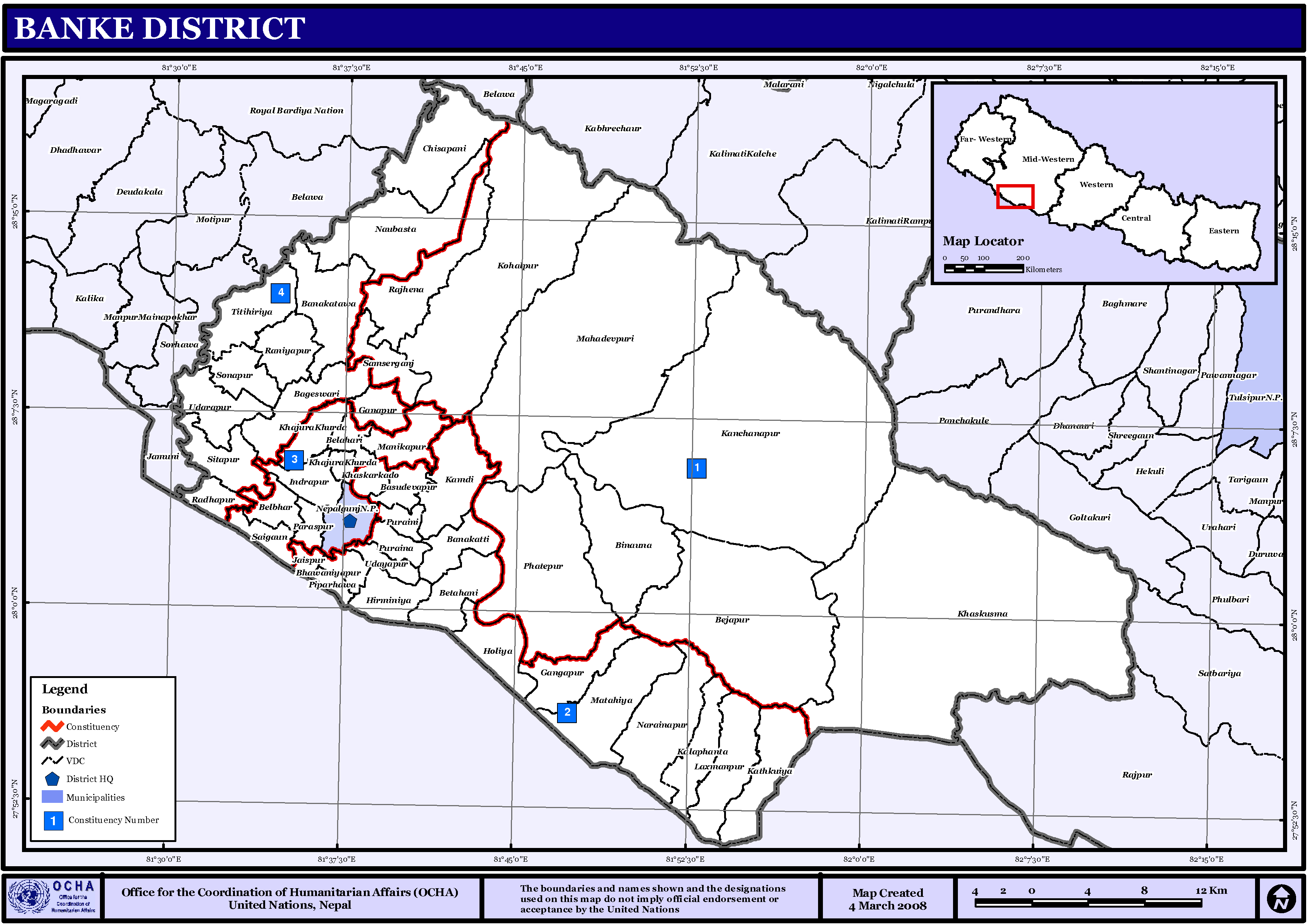
Kaart van Banke.

Banke (Nepalees: बाँक) is een van de 75 districten van Nepal. Het district is gelegen in de bestuurlijke zone Bheri en de hoofdstad is Nepalgunj.

## Stedenendorpscommissies[2][3]
- Stad: Nepalees: nagarpalika of N.P.; Engels: municipality;
- Dorpscommissie: Nepalees: gāu bikās samiti; Engels: village development committee of VDC.

- Steden (1): Nepalganj.
- Dorpscommissies (46): Bageswari, Banakatawa (of:Bankatawa), Banakatti, Basudevapur (of: Basudevpur), Bejapur (of: Baijapur), Belahari, Belbhar, Betahani, Bhawaniyarpur (of: Bhabaniyapur), Binauna, Chisapani, Gaganpur (of: Gangapur), Ganapur, Hirminiya, Holiya, Indrapur, Jaispur, Kalaphanta, Kamdi, Kanchanapur, Kathkuiya (of: Katkuiya), Khajura Khurda (of: Khajurakhurda), Khaskarkado (of: Khaskarkando), Khaskusma, Kohalpur, Laxmnpur (of: Laxmanpur), Mahadevpuri, Manikapur, Matahiya (of: Matehiya), Narainapur, Naubasta, Paraspur, Phatepur (of: Phattepur), Piparhawa (of: Piprahawa), Puraini, Purainya (of: Puraina), Radhapur, Rajhena, Raniyapur, Saigaun, Samserganj, Sitapur, Sonapur (of: Sonpur), Titihiriya, Udarapur (of: Udharapur), Udayapur.

Achham · 
Arghakhanchi · 
Baglung · 
Baitadi · 
Bajhang · 
Bajura · 
Banke · 
Bara · 
Bardiya · 
Bhaktapur · 
Bhojpur · 
Chitwan · 
Dadeldhura · 
Dailekh · 
Dang · 
Darchula · 
Dhading · 
Dhankuta · 
Dhanusa · 
Dolkha · 
Dolpa · 
Doti · 
Gorkha · 
Gulmi · 
Humla · 
Ilam · 
Jajarkot · 
Jhapa · 
Jumla · 
Kailali · 
Kalikot · 
Kanchanpur · 
Kapilvastu · 
Kaski · 
Kathmandu · 
Kavrepalanchok · 
Khotang · 
Lalitpur · 
Lamjung · 
Mahottari · 
Makwanpur · 
Manang · 
Morang · 
Mugu · 
Mustang · 
Myagdi · 
Nawalparasi · 
Nuwakot · 
Okhaldhunga · 
Palpa · 
Panchthar · 
Parbat · 
Parsa · 
Pyuthan · 
Ramechhap · 
Rasuwa · 
Rautahat · 
Rolpa · 
Rukum · 
Rupandehi · 
Salyan · 
Sankhuwasabha · 
Saptari · 
Sarlahi · 
Sindhuli · 
Sindhulpalchok · 
Siraha · 
Solukhumbu · 
Sunsari · 
Surkhet · 
Syangja · 
Tanahu · 
Taplejung · 
Terhathum · 
Udayapur